# Natalie Joyce
Natalie Joyce, nata Natalie Johnson (Norfolk, 6 novembre 1902 – San Diego, 9 novembre 1992), è stata un'attrice statunitense.

## Biografia
Cugina di Olive Borden, Natalie Joyce debuttò nel cinema nel 1922 con una serie di cortometraggi comici prodotti dalla Christie Film Company, grazie ai quali ottenne di essere tra le tredici prescelte WAMPAS Baby Stars del 1925. Nel 1927, con Tom Mix, fu la protagonista del The Circus Ace, una produzione della Fox Pictures. Nel 1928 recitò in Through the Breakers, diretto da Joseph C. Boyle, in cui fu utilizzato il Picturetone, un nuovo trattamento della pellicola sviluppato da Lewis J. Selznick.
Senza concedersi pause, Natalie Joyce interpretò nel 1930 il ruolo dell'ingenua in Cock o' the Walk, film ormai perduto, dove recitavano anche Joseph Schildkraut, Myrna Loy e Olive Tell. Fu una delle sue ultime partecipazioni: nel 1932, con una piccola parte in Police Court, lasciava l'attività dopo 47 film in dieci anni. Si sposò e si stabilì col marito alle Hawaii, dove aprirono un salone di bellezza. Tornarono poi a San Diego, in California, dove Natalie Joyce morì novantenne nel 1992.

## Riconoscimenti
- WAMPAS Baby Star nel 1925

## Filmografia
- Mile-a-Minute Mary (1922)
- Roll Along (1923)
- Why Hurry? (1924)
- Call a Cop (1925)
- A Briny Boob (1926)
- Break Away (1927)
- The Circus Ace (1927)

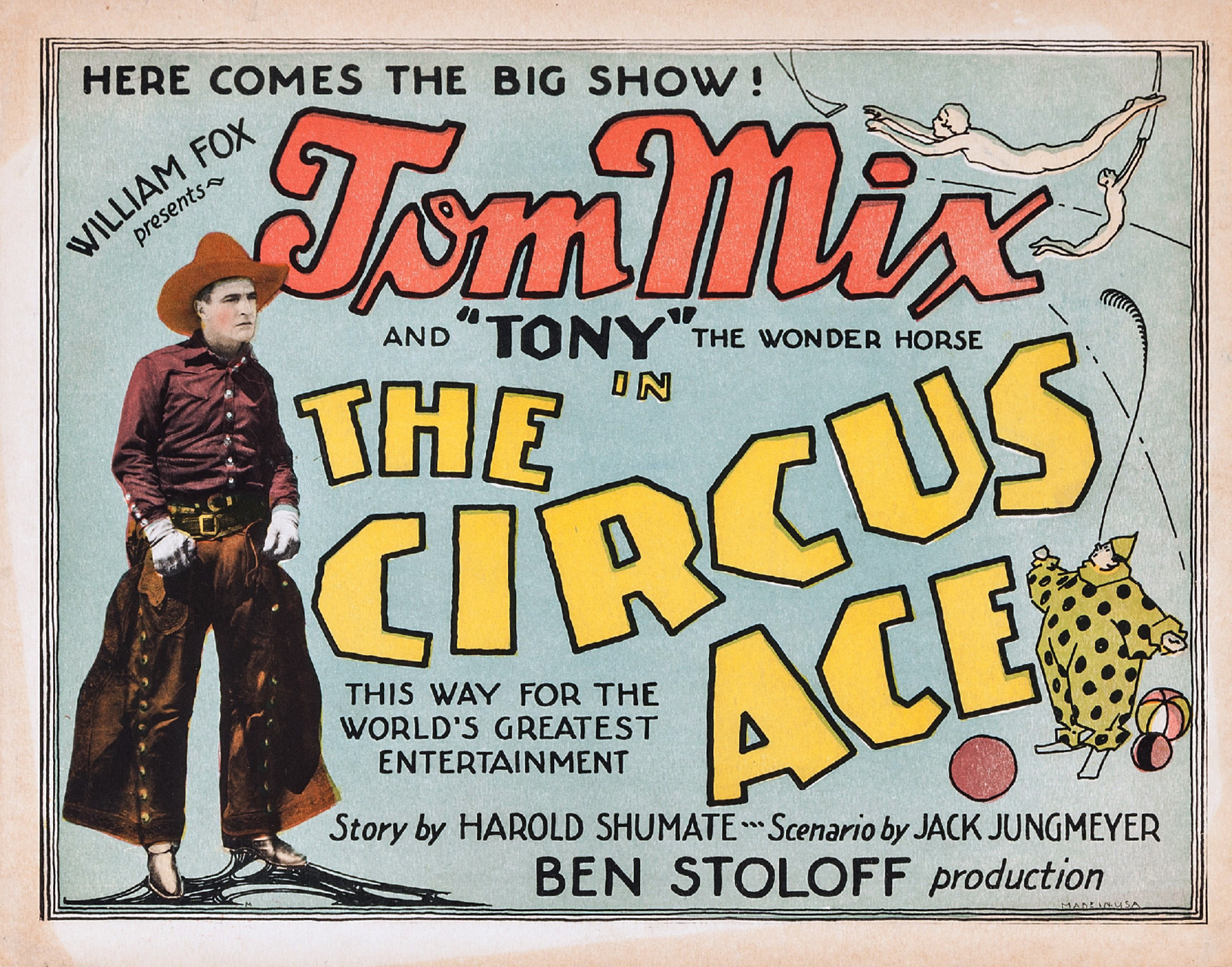
Poster del film The Circus Ace

- Capitan Barbablù (A Girl in Every Port), regia di Howard Hawks (1928)
- Monella bionda (1928)
- Through the Breakers, regia di Joseph C. Boyle (1928)
- Times Square (1929)
- Cock o' the Walk (1930)
- Police Court (1932)